# Izier (Belgique)
Pour les articles homonymes, voir Izier (homonymie).
Izier (en wallon Izire) est une section de la ville belge de Durbuy située en Région wallonne dans la province de Luxembourg.

## Évolution démographique
- Source: DGS, 1831 à 1970=recensements population, 1976= habitants au 31 décembre

## Histoire
Entre Izier et Ozo, le menhir d'Ozo constitue l'extrémité septentrionale des Mégalithes du domaine de Wéris. L'ensemble des mégalithes de Wéris est daté de la fin du Néolithique, au début du IIIe millénaire.
De la période gallo-romaine, Izier a notamment livré deux statuettes en bronze, l'une représentant Hercule et l'autre un petit bouquetin.
Au Moyen Âge, Izier était une seigneurie dépendant de la Terre de Durbuy faisant partie du duché de Luxembourg. Fondée avant 1130, l'église d'Izier est dédiée à saint Germain d'Auxerre et dépendait de Xhignesse. Elle est à l'origine de la fondation des églises de Villers-Sainte-Gertrude et de Harre, ainsi que de la chapelle d'Ozo.
Izier était une commune à part entière avant la fusion des communes de 1977, mais ne faisait partie de la province de Luxembourg que depuis 1839. Elle faisait partie avant cela du département de l'Ourthe. Elle fut créée sous le régime français par la réunion des localités de Fermine, Izier, Jéhonheid, Les Rochettes, Malboutée, Pont le Prêtre et Vieux Fourneau. En 1826, Jéhonheid est transféré à Ferrières en échange d'Ozo pris sur Bomal.
La section est aujourd’hui composée de Malboutée, Vieux-Fourneau, Fermine, Long Trixhes, Pont-le-Prêtre, Ozo et Izier.

## Patrimoine et culture

### Patrimoine architectural et monumental
- Menhir d'Ozo
- Tour d'Izier : le village d’Izier conserve en son centre une tour massive de la fin du XVe siècle ou du début du XVIe siècle. C’est un bel exemple d’une tour d’habitation médiévale, autour de laquelle s’articule le centre du village. Marque d’un pouvoir seigneurial, la tour en pierre est un élément fort du plateau où s’est développé le village d’Izier. Les murs sont épais, conçus pour la défense et percés de rares ouvertures, dont une bretèche contrôlant l’accès à la porte.
- Église Saint-Cunibert à Ozo.
- Église Saint-Germain-l'Auxerrois : l'édifice actuel date de 1853.
- Chapelle Sainte-Geneviève d'Izier, édifice classé.

## Économie
- La chèvrerie d'Ozo produit depuis les années 1980 des fromages au lait cru de qualité.

## Galerie

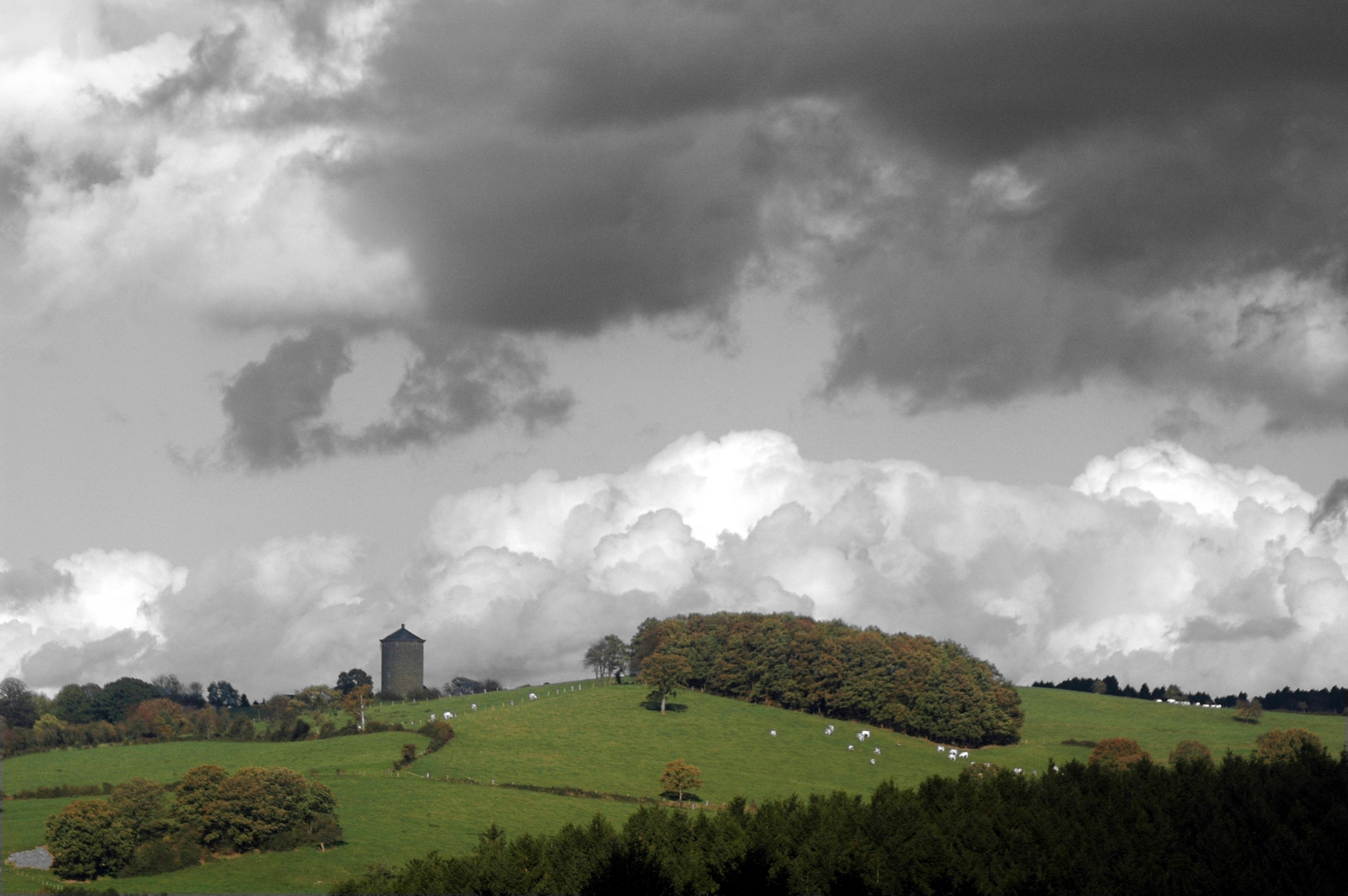
Le château d'eau d'Izier, vu de Villers-Sainte-Gertrude.
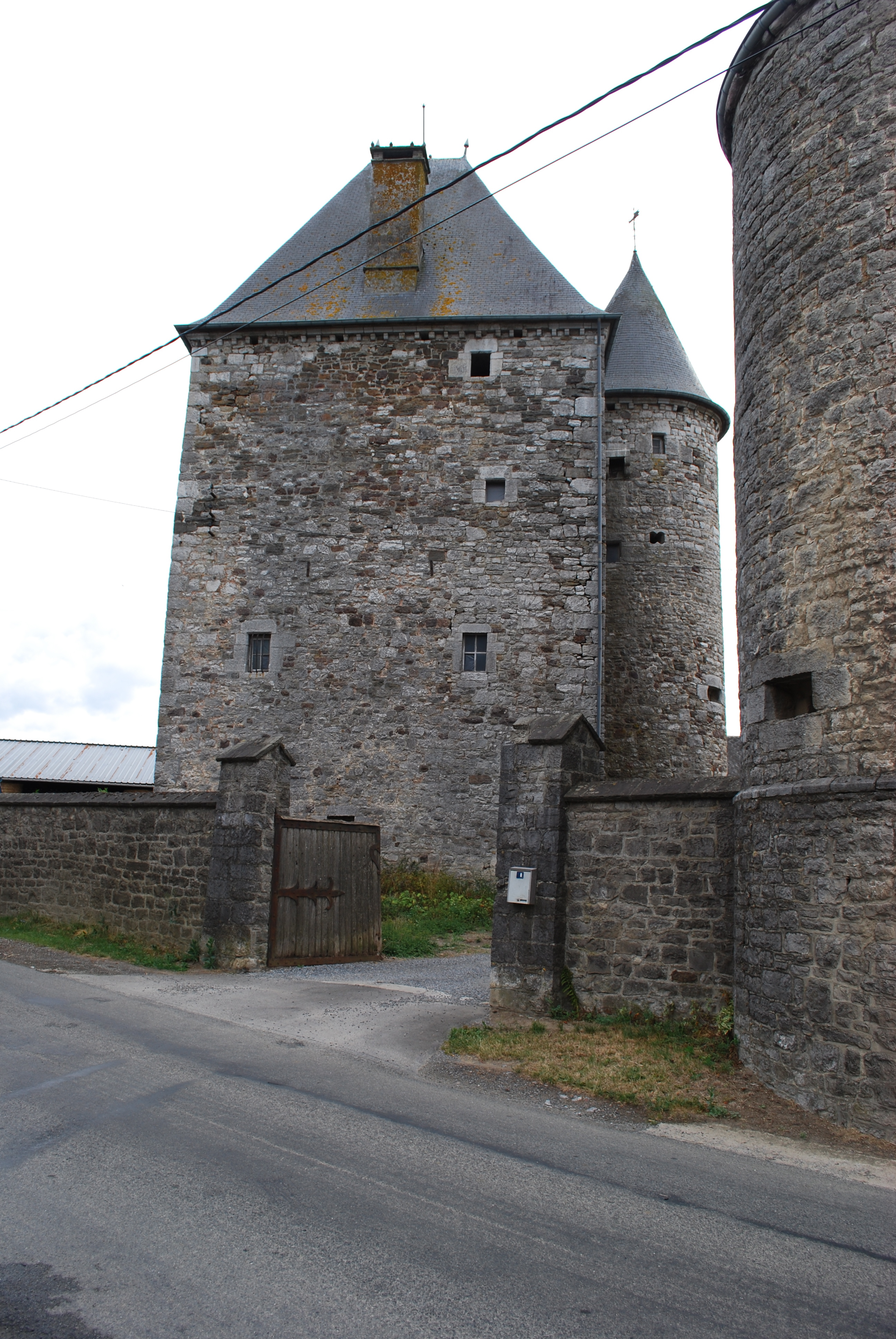
La tour d'Izier.
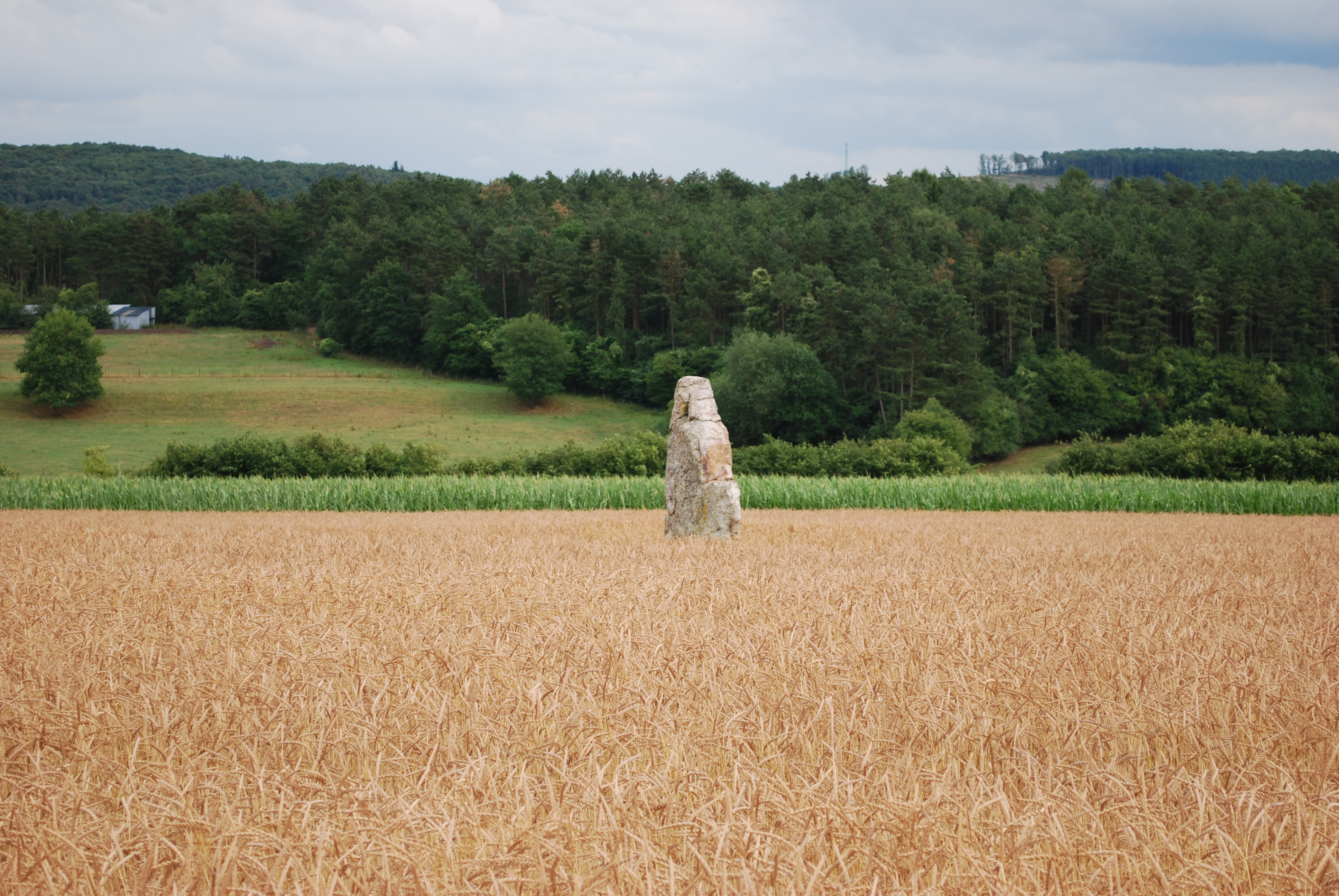
Le menhir d'Ozo.
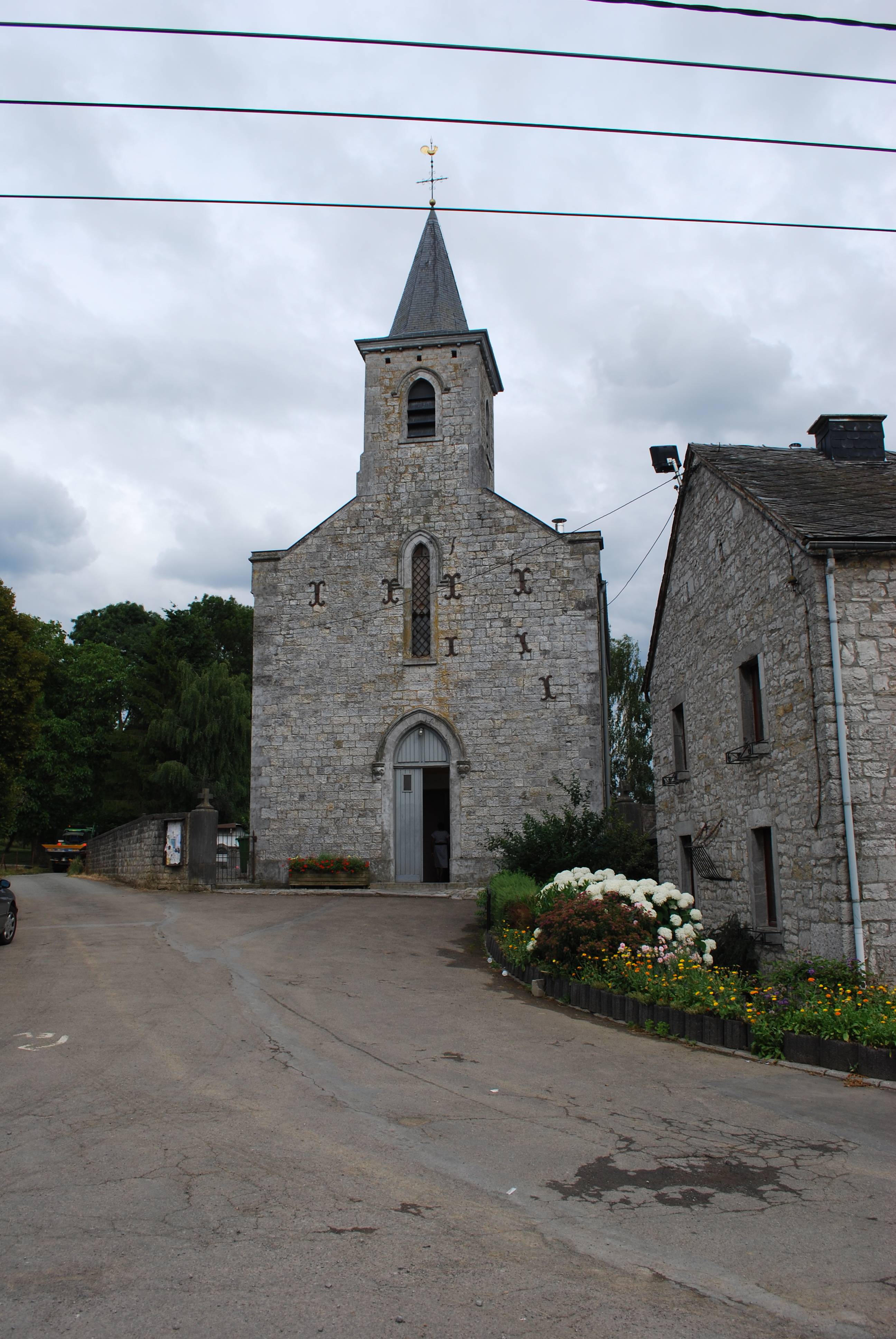
L'église Saint-Cunibert à Ozo.